# Wojciech Grabowski (1867–1934)
Wojciech Grabowski (ur. 10 grudnia 1867 w Tokarzewie, zm. 11 października 1934 w Poznaniu) – doktor medycyny, oficer armii Cesarstwa Niemieckiego, tytularny generał brygady Wojska Polskiego. 

## Młodość, służba w armii niemieckiej
Pochodził z rodziny ziemiańskiej. Syn Bronisława i Michaliny z domu Oppeln-Bronikowskiej. Ukończył gimnazjum w Ostrowie. Studia lekarskie rozpoczął w Krakowie na Uniwersytecie Jagiellońskim, a ukończył w Berlinie. Prowadził praktykę lekarską w Gliwicach, a od 1901 roku w Poznaniu. W czasie I wojny światowej służył w armii niemieckiej w Poznaniu.

## Służba w WP, późniejsze losy
W czasie powstania wielkopolskiego organizował polską służbę zdrowia. W WP od 6 listopada 1919 roku w stopniu kapitana lekarza. Piastował stanowisko ordynatora oddziału laryngologicznego w szpitalu Dowództwa Okręgu generalnego Poznań. 31 grudnia 1924 roku przechodzi w stan spoczynku w stopniu tytularnego generała brygady. Będąc w stanie spoczynku od 1926 roku kierował oddziałem usznym w szpitalu dziecięcym św. Józefa w Poznaniu.

## Awanse w WP
- kapitan - 1919,
- podpułkownik - 1920,
- pułkownik - 1922,
- tytularny generał brygady - 1924